# The Second Feeling
The Second Feeling è il primo album in studio del produttore italo-argentino Shablo, pubblicato il 21 maggio 2008 dalla Barely Legal Records.

## Descrizione
Il disco, ricco di sonorità non solo hip hop, ma anche jazz e R&B, vanta la collaborazione di vari artisti internazionali, dovuta alla permanenza di Shablo nei Paesi Bassi al momento della sua uscita, nonché di alcuni artisti già noti nel panorama italiano come Ricardo Phillips (anche noto come ASK) e Fritz da Cat.

## Tracce
Tutte le produzioni sono a cura di Shablo.
| #  | Titolo                 | Artisti                                     | Durata |
| -- | ---------------------- | ------------------------------------------- | ------ |
| 1  | Count On Me            | Caprice                                     |        |
| 2  | She's Dope             | Grand Agent, Lil L'Raynge, Ricardo Phillips |        |
| 3  | Away from me           | Vaanya Diva, Liv L'Raynge                   |        |
| 4  | What about the meaning | Poopatch, Ricardo Phillips                  |        |
| 5  | Los impresindibles     | Ricardo Phillips                            |        |
| 6  | Resolution             | Caprice                                     |        |
| 7  | Like before (Honey)    | Vaanya Diva                                 |        |
| 8  | Your last chance       | Vaanya Diva, Poopatch                       |        |
| 9  | No love no money       | Vaanya Diva                                 |        |
| 10 | Wineflow               | Fritz da Cat                                |        |
| 11 | Heat                   | Grand Agent                                 |        |
| 12 | The answer             | Poopatch                                    |        |
| 13 | Joy                    | Poopatch, Ricardo Phillips                  |        |
| 14 | Your world             | Poopatch, Ricardo Phillips                  |        |